# Chisu
Chisu właśc. Christel Martina Roosberg (ur. 3 stycznia 1982 w Helsinkach) – fińska piosenkarka, kompozytorka i producentka muzyczna. Jej pierwszym singlem była piosenka Mun koti ei oo täällä (Mój dom nie jest tutaj), napisana do filmu Sooloilua w 2008 roku. Utwór stał się hitem w Finlandii i znalazł się na wydanej w tym samym roku płycie Alkovi.
23 września 2009 ukazał się drugi album Chisu, Vapaa ja Yksin (Wolna i sama).
W 2009 roku otrzymała dwie nagrody Emma i była jedyną kobietą nominowaną w kategorii "najlepszy producent".
Christel pisała piosenki dla takich artystów jak Antti Tuisku, Tarja Turunen, Jippu, Kristiina Brask czy Kristiina Wheeler.

## Dyskografia
| Tytuł          | Dane dot. albumu                                     | Pozycja na liście | Sprzedaż       | Certyfikat                |
| Tytuł          | Dane dot. albumu                                     | FIN               | Sprzedaż       | Certyfikat                |
| -------------- | ---------------------------------------------------- | ----------------- | -------------- | ------------------------- |
| Alkovi         | - Data: 27 lutego 2008 - Wydawca: HMC                | 5                 | - FIN: 28 773+ | - FIN: złota płyta        |
| Vapaa Ja Yksin | - Data: 21 września 2009 - Wydawca: HMC              | 1                 | - FIN: 68 977+ | - FIN: 3x platynowa płyta |
| Kun Valaistun  | - Data: 5 października 2011 - Wydawca: HMC           | 1                 | - FIN: 94 970+ | - FIN: 3x platynowa płyta |
| Polaris        | - Data: 2 października 2015 - Wydawca: HMC           | 2                 |                |                           |
| Momentum 123   | - Data: 24 maja 2019 - Wydawca: Warner Music Finland |                   |                |                           |

## Nagrody i wyróżnienia
| Rok  | Kategoria             | Tytułem          | Nagroda    | Nota | Źródło |
| ---- | --------------------- | ---------------- | ---------- | ---- | ------ |
| 2009 | Kriitikoiden valinta  | "Vapaa ja yksin" | Emma-gaala | Laur | [ 7 ]  |
| 2009 | Biisi                 | "Baden-Baden"    | Emma-gaala | Laur | [ 7 ]  |
| 2009 | Tuottaja              | Chisu            | Emma-gaala | Laur | [ 7 ]  |
| 2011 | Vuoden albumi         | Kun valaistun    | Emma-gaala | Laur | [ 8 ]  |
| 2011 | Vuoden popalbumi      | Kun valaistun    | Emma-gaala | Laur | [ 8 ]  |
| 2011 | Vuoden naissolisti    | Chisu            | Emma-gaala | Laur | [ 8 ]  |
| 2011 | Vuoden tuottaja       | Chisu            | Emma-gaala | Laur | [ 8 ]  |
| 2011 | Vuoden live-esiintyjä | Chisu            | Emma-gaala | Laur | [ 8 ]  |
| 2011 | Vuoden musiikkivideo  | "Sabotage"       | Emma-gaala | Laur | [ 8 ]  |
| 2015 | Kriitikoiden valinta  | Polaris          | Emma-gaala | Laur | [ 9 ]  |